# Isochromodes caletra
Isochromodes caletra là một loài bướm đêm trong họ Geometridae.